# Суровая зима (роман)
«Великая зима» (алб. «Dimri i madh»), в русском переводе — «Суровая зима», первое издание известно также под названием «Зима великого одиночества» (алб. «Dimri i vjetmisë së madhe») — роман албанского писателя Исмаила Кадаре, опубликованный в 1973 году в Тиране издательством «8 Нентори», вторая редакция вышла в 1977 году. Посвящён событиям 1961 года, в форме эпопеи рассматривая противостояние СССР и Албании. Написан в жанре социалистического реализма.

## Сюжет
Бесник Струга — молодой журналист, убеждённый коммунист и уверенный в своём будущем (он только что обручился со своей девушкой Заной) человек — в качестве переводчика летит с албанской делегацией в Москву на Совещание представителей 81 коммунистических и рабочих партий. Глава делегации Энвер Ходжа внешне спокоен и приободряет остальных, однако слухи о наличии противоречий между руководством КПСС и АПТ после совещания в Бухаресте просачиваются наружу и вызывают некоторую тревогу в рядах делегатов. Тем не менее, и Ходжа, и Бесник уверены, что на Совещании все проблемные вопросы удастся разрешить. В Тиране полиция арестовывает пьяного рабочего, пытавшегося помочиться на дерево советско-албанской дружбы, посаженное Хрущёвым во время его визита в Албанию (в 1959 году), а Зана и родители её жениха с надеждой ждут известий из Москвы. Живущая по соседству с ними семья старой Нурихан (в прошлом — аристократки, лишившейся всего после прихода к власти АПТ) чувствует скопившееся в воздухе напряжение и ожидает ухудшения отношений НРА и СССР.
Албанскую делегацию приглашают на приём в Кремль, где подвыпивший советский маршал публично высказывает нападки на АПТ и спорит с Бесником. Его отвлекает генерал авиации Железнов, также не вполне трезвый, который рассказывает Беснику о годах войны и инциденте на аэродроме, когда он сбил самолёт своего товарища, т.к. тот «слишком зазнался». Железнов говорит также, что сделал это «с большой болью» и Албания, которая в Бухаресте посмела выступить с критикой в адрес КПСС, также нарывается на то, чтобы её «наказали». Бесник шокирован враждебным отношением людей, которым был благодарен за победу над фашизмом, и находится в смятении. Во время встречи албанских руководителей с Хрущёвым, Микояном, Андроповым и Косыгиным, он неправильно переводит на русский язык сказанную Ходжей пословицу, чем вызывает приступ гнева у советских, но Ходжа защищает его и говорит, что перевод был верен. Встреча фактически оказывается сорвана.
На Совещании, албанская делегация была атакована сначала самим Хрущёвым, задавшим общий тон, а за ним Ульбрихтом, Гомулкой и Долорес Ибаррури, лишь Хо Ши Мин пытается слабо выступить в защиту АПТ, но у него это получается плохо. Энвер Ходжа встаёт и произносит свою известную речь, в которой отвергает все обвинения в адрес Народной республики Албании в целом, Албанской партии труда в частности и в свой адрес лично. Он резко критикует самого Хрущёва и всех, кто выступил в поддержку того, выступает против решений XX съезда КПСС по вопросу о культе личности Сталина, обвиняет руководство КПСС в ревизионизме и социал-империализме. Яркое выступление албанского лидера приводит в замешательство Хрущёва, который расстёгивает ворот пиджака и нервно отирает лоб. Видя эту картину, один из иностранных делегатов задумывается, почему между коммунистами, несмотря на поддерживаемые ими принципы интернационализма, произошла такая ситуация. Он начинает разочаровываться в коммунистических идеях.
С албанской делегацией пытаются поговорить ряд руководителей иностранных компартий, а потом сотрудники КГБ, но Энвер Ходжа не идёт на контакт и отдаёт Хюсни Капо и Нести Насе распоряжение — немедленно отозвать из СССР находящихся там на учёбе албанских юношей и девушек (у одного слушателя военной академии из-за этого сорвалось свидание, о чём он переживал), и как можно скорее перегнать в Москву правительственный поезд — после инцидента в Кремле, рассказанного Бесником, он не доверяет безопасности авиационного перелёта. Бесник возвращается в Албанию вместе со всеми остальными, обеспокоенный ролью, которую он сыграл в произошедших событиях.
Албанские СМИ сообщают о провале Совещания и о том, что Албания должна опасаться диверсий, организованных находящимися в стране советскими военными и специалистами. Старая Нурихан ликует и ожидает скорого падения коммунистического режима, но её семья настроена менее оптимистично. Арестованный пьяный рабочий в полицейской машине выкрикивает брань в адрес Хрущёва, и слышащие её люди не понимают, почему его арестовали. Бесник возвращается в редакцию в состоянии шока, настолько серьёзного, что совсем перестаёт уделять внимания Зане, отчего та начинает подозревать, что у него во время поездки в Москву появилась другая девушка. Ситуацию усугубляет то, что у отца Бесника (известного партизана, прославившегося тем, что в 1944 году взорвал мавзолей матери бывшего короля Ахмета Зогу) обнаруживают рак. Подкошенный известиями о расколе между Албанией и СССР, он быстро теряет силы и вскоре умирает. Энвер Ходжа высказывает соболезнования Беснику и пытается ободрить его, но тот разочаровывается во всём. Брат Бесника получает повестку и вместе с новобранцами едет на военно-морскую базу Паша-Лиман у Влёры, где участились столкновения между советскими и албанскими военнослужащими. Зана, отчаявшись вернуть внимание Бесника, соблазняет Марка, внука старой Нурихан, которого наняла перед этим обучать её французскому языку.
Лири Белишова на заседании Политбюро выступает с критикой политики Энвера Ходжа и обвиняет его в том, что он занимал недостаточно гибкую позицию в Москве. Большинство не поддерживает её, и Белишова в перерыве выходит во двор и гуляет по парку, думая о том, что у Албании не хватит сил продержаться в условиях полной изоляции от соцлагеря. Её снимают с поста секретаря ЦК АПТ.
Мать Заны, Лирия, обвиняет Бесника в том, что он бросил её дочь и подаёт на него жалобу в партком редакции. Собравшиеся там карьеристы, которые давно ждали случая расправиться с ним, используют этот повод и вызывают Бесника на партсобрание, где обвиняют его. Он говорит, что больше не имеет ничего общего с партией, за что подвергается огульной критике. В перерыве, вымотанный Бесник засыпает и видит расстрелянного Кочи Дзодзе, со следами пулевых ранений на мундире. Дзодзе уверяет его, что поддерживать порядок при социализме иначе, кроме как репрессиями, невозможно, но Бесник не согласен с этим. Его исключают из АПТ, после чего отправляют в зону наводнения, где он делает большой репортаж о жизни обычных людей, видит их решимость справиться со всеми трудностями, и начинает постепенно приходить в себя. Вернувшись в Тирану, он разрывает помолвку с Заной и с новыми силами возвращается к журналистской работе, твёрдо намереваясь восстановить свою репутацию и послужить стране, оказавшейся в кольце врагов.
В финале романа над Тираной бушует шторм, снося крыши домов и нагибая деревья. Наступают заморозки. Старая Нурихан умирает от старости, её провожает в последний путь вся семья. «Радио Тираны» сообщает о разрыве дипломатических отношений между СССР и НРА, и о дефиците мясных продуктов из-за разрыва экономических связей с Албанией странами Восточного блока. Будущее кажется мрачным.

## Публикация
К середине 70-х годов, Исмаил Кадаре уже успел зарекомендовать себя как автор многоплановых исторических романов, таких как «Генерал армии мёртвых» (1963), «Крепость» (1970) и «Хроника в камне» (1971). Его больше привлекала тематика истории, отдалённой от текущего периода, что вызывало недовольство партийных структур, упрекавших писателя в «пренебрежении Новой Албанией» (последней работой, посвящённой событиям современной истории страны, был довольно посредственный по сравнению с другими произведениями Кадаре роман «Свадьба», опубликованный в 1968 году). Он начал работу над «Зимой великого одиночества», во-многом чтобы успокоить их и иметь возможность возвратиться к основному направлению своего творчества.
Кадаре опирался на официальные протоколы Совещания 1960 года и строил образ Энвера Ходжа, как он был отображён в них. Все фразы и цитаты, произнесённые албанским лидером в Москве — подлинны. Ходжа представлен в романе как фигура, которая не излагает собственную политическую доктрину, но добивается отдаления Албании от Восточного блока и, вопреки ожиданиям как внутри страны, так и извне — добивается этого без поворота в сторону Запада. Придерживаясь политической конъюнктуры, Кадаре изобразил «товарища Энвера» в максимально ярких красках, надеясь при этом, что созданный им образ сможет повлиять на свой прообраз.
Работа над романом завершилась в 1971 году, но опубликован он был спустя 2 года, после 11-го Фестиваля песни. Первоначальный тираж в 25 тыс. экземпляров был раскуплен в первый же день.

### Второе издание, «Великая зима»
После окончания критической кампании, Кадаре начал переработку своего романа. В ноября 1973 года он отправил правленую рукопись на рецензирование, но партийные органы по итогу вынесли заключение о том, что отзывы недостаточно хорошие и разрешать печать рано. Кадаре ещё 3 года переписывал роман, успев за это время оказаться в опале.
Неджмие Ходжа осталась недовольна второй редакцией, которую получила в 1977 году. Несколько курируемых ею отделов ЦК АПТ и Институт марксистско-ленинских исследований отправили Кадаре подробное заключение с теми критическими моментами, которые их не устроили. Особенные возражения вызвали отображение Энвера Ходжа как отстранённого от партии и правительства руководителя, упоминания существования в Албании партийной бюрократии и фигурирование в романе Кочи Дзодзе. Неджмие Ходжа также потребовала изменить название романа.
Внесённые изменения включали в себя расширение исторической составляющей — были добавлены сцены-флэшбеки военного периода, воспоминания персонажей о партизанской борьбе, расширено отображение Энвера Ходжа как лидера антифашистского движения и отображены персонажи-рабочие с фабрики «Энгельс». При этом всё остальное осталось без изменений. В таком виде роман прошёл цензуру и был одобрен к печати.
Роман в этой же редакции впоследствии был переведён на шведский (1980), немецкий (1987), турецкий (1990), испанский (1991), русский языки (1992) и на фарси (1996). Только французские издания (1978, второе издание 1988) были основаны на редакции 1973 года.

## Критика

### Политическая
Сразу же после выхода, роман подвергся резкой критике со стороны партийных органов и прессы, в особенности ЦК АПТ, МВД НРА и Партийной школы имени В.И. Ленина. Министр внутренних дел Кадри Хазбиу отозвался о «Зиме великого одиночества» так:

«Я прочитал сорок страниц и сорок раз плюнул».
Неджмие Ходжа позвонила Кадаре и сказала ему, что удивлена взрывом критики в адрес его произведения, но не предприняла никаких усилий, чтобы её остановить. Драматург Ибрагим Уручи отправил ей письмо, в которой защищал роман, но был отстранён и выслан.
Основные претензии, высказанные в ходе полемики в прессе, заключались в «отсутствии социалистического патриотизма», «искажении истории разрыва с Советским Союзом», «внедрении буржуазных теорий сексуальной революции» и «поддержке либерализма». Албанская печать сравнивала роман с «Раковым корпусом» советского писателя-диссидента Александра Солженицына.
Секретарь Тиранского городского комитета АПТ Дашнор Мамаки в своей рецензии указал на общую атмосферу разочарования и уныния, подчеркнув, что «роман пронизан, своего рода, экзистенциальной тревогой». Любовь людей к нации в романе он рассмотрел, как «архаический», а не социалистический, патриотизм. Внутренний враг, по его словам, описывается в позитивных тонах, а поколение партизан — в духовном и психическом упадке. Тех, кто хочет вступить в партию, преподносят как незащищенных и аморальных. Он также критикует роман за включение в него сцен с распитием алкоголя и проституции, а также за сюрреалистические и декадентские влияния.
В рецензии, опубликованной в газете «Zëri i Rinisë», роман подвергся нападкам из-за того, что в нём не представлены образы представителей рабочего класса и крестьян. По мнению авторов рецензии: «Даже если персонажи не отрицательные, их положительные стороны не представлены». Они выражают разочарование разобщенностью масс, но одобряют описание «героизма партии и трудящихся в беспощадной борьбе с ревизионизмом». Критики заключают, что этот роман не служит целям просвещения, а написан для удовлетворения потребностей иностранного читателя.
Первый секретарь Эльбасанского райкома партии подверг критике характер Заны. По его словам, «писатель знакомит с читателем эту девушку с хорошим прошлым и политическими взглядами, но превращает её в противоположность отношениями с членом деклассированной семьи». По его словам, в романе проявляются феминистические тенденции, описана моральная развращённость молодёжи, представлена мрачная жизнь и незащищенность как следствие разрыва с Советским Союзом. В конце он приходит к выводу, что роман не имеет должной образовательной ценности, и предлагает изъять его из обращения.
Сам Энвер Ходжа дал свою оценку через 2 месяца после выхода романа, когда во время визита в Эльбасан ему задали вопрос об отношении к нему. По его мнению, критика Кадаре справедлива, однако писатели — «особые существа с затуманенным умом». Ходжа высказался против изъятия романа из книготорговой сети, заявив, что это дало бы оправдание советской позиции в вопросе раскола, что стало решающим доводом в деле прекращения критической кампании и побудило Кадаре взяться за переработку романа.

### Литературная
Американо-албанский философ и литературный критик Арши Пипа считал «Суровую зиму» «великим произведением с точки зрения технического изобретения, то, что могут оценить только профессиональные читатели и литературные критики» и «панегириком Энвера Ходжа». Однако современный испанский ученый Хосе Карлос Родриго Брето, специализирующийся на работах Кадаре, опровергает эту точку зрения, утверждая, что Ходжа или Хрущёв вовсе не прославляются, а, наоборот, Брето видит в романе нападки и обвинения в адрес коммунистической системы и её лидеров.
По мнению Шабана Синани, роман направлен на осуждение изоляции Албании и содержит иронические намеки на ценности коммунистической системы. Некоторые ученые отмечают, что ходжаистская пропаганда превозносила отделение Албании от Запада, а Кадаре, напротив, хвалил отделение Албании от просоветского Востока. Российские учёные заметили, что албанская столица в романе выглядит как западный мегаполис настолько, что создается иллюзия, будто отход Албании от Советского Союза — это её новая политическая ориентация на Запад.
На Западе роман имел успех благодаря общей картине мрачного коммунистического мира. В СССР и странах соцлагеря он не переводился и не издавался.

## Экранизация
Уже после албано-китайского разрыва, в 1979 году, роман был экранизирован киностудией «Новая Албания». Это единственный албанский фильм, в котором часть персонажей говорят на русском языке и самый высокобюджетный кинопроект НСРА.
Фильм получил главную награду IV Фестиваля албанских фильмов в апреле 1981 г. в Тиране.

## Издания
- И. Кадаре. Суровая зима. — М.: Художественная литература, 1992. — 571 с. — ISBN 5-280-01963-1.